# سقي (غناباد)
سقي (بالفارسية: سقی) هي قرية تقع في قسم زيبد الريفي في إيران. يقدر عدد سكانها بـ 269 نسمة بحسب إحصاء 2016.